# Aubermesnil-aux-Érables
Aubermesnil-aux-Érables ist eine nordfranzösische Gemeinde mit 201 Einwohnern (Stand 1. Januar 2022) im Département Seine-Maritime in der Region Normandie (vor 2016 Haute-Normandie). Sie gehört zum Arrondissement Dieppe und zum Kanton Eu (bis 2015 Kanton Blangy-sur-Bresle). Die Einwohner werden Aubermesnilais genannt.

## Bevölkerungsentwicklung
| Jahr      | 1962 | 1968 | 1975 | 1982 | 1990 | 1999 | 2007 | 2014 |
| Einwohner | 233  | 215  | 204  | 197  | 191  | 203  | 224  | 204  |

## Sehenswürdigkeiten

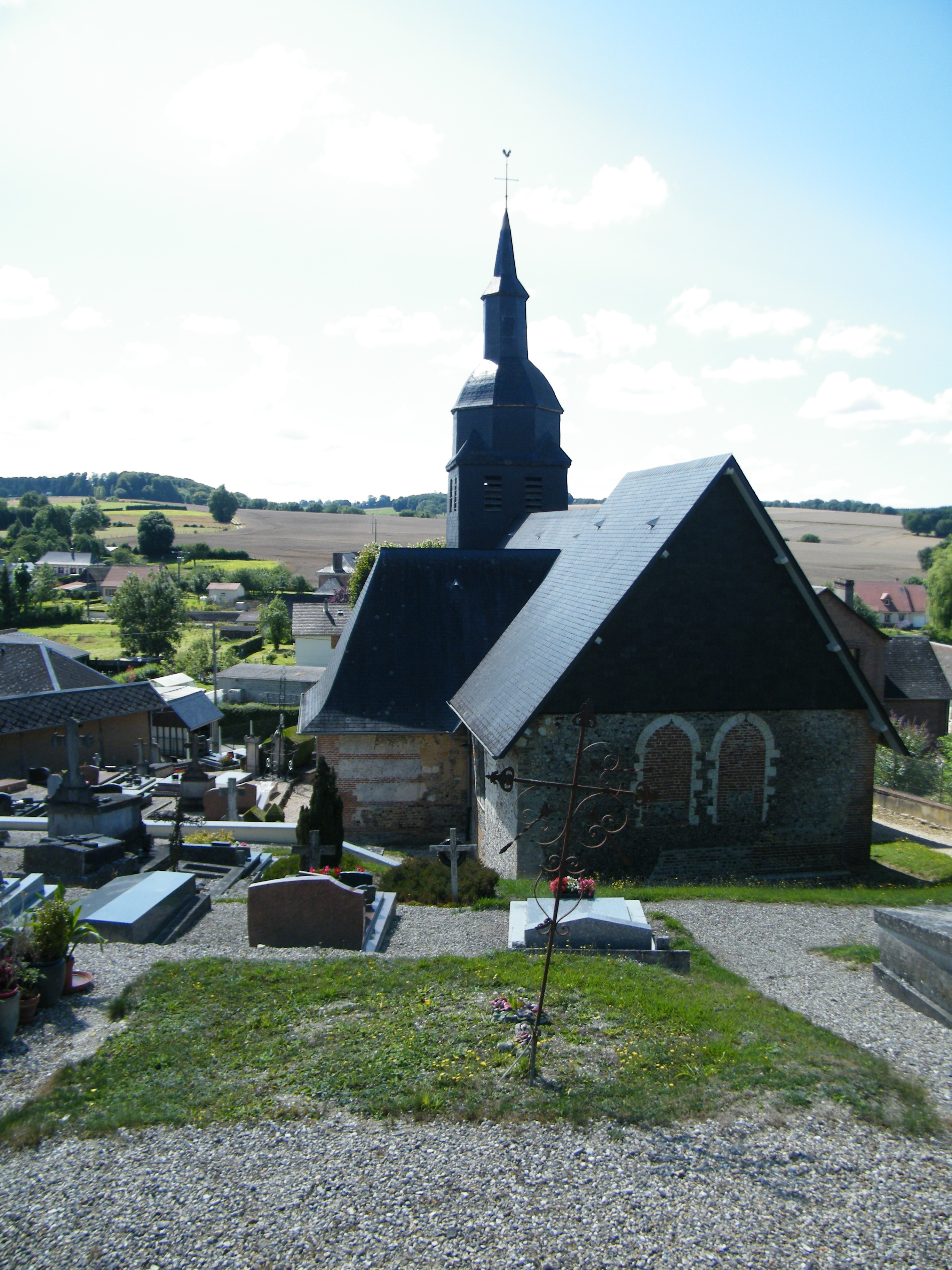
Kirche Notre-Dame
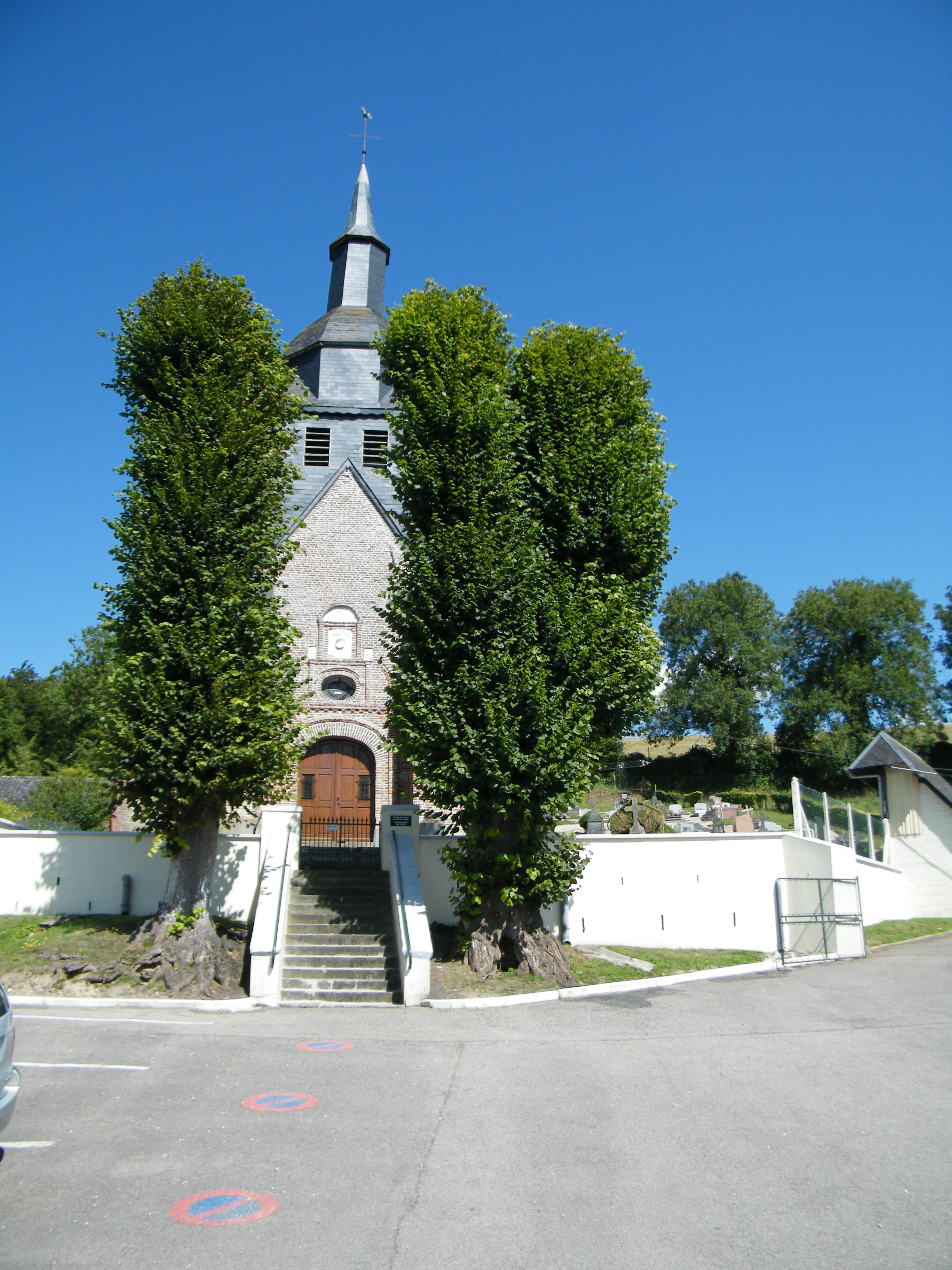
Glockenturm
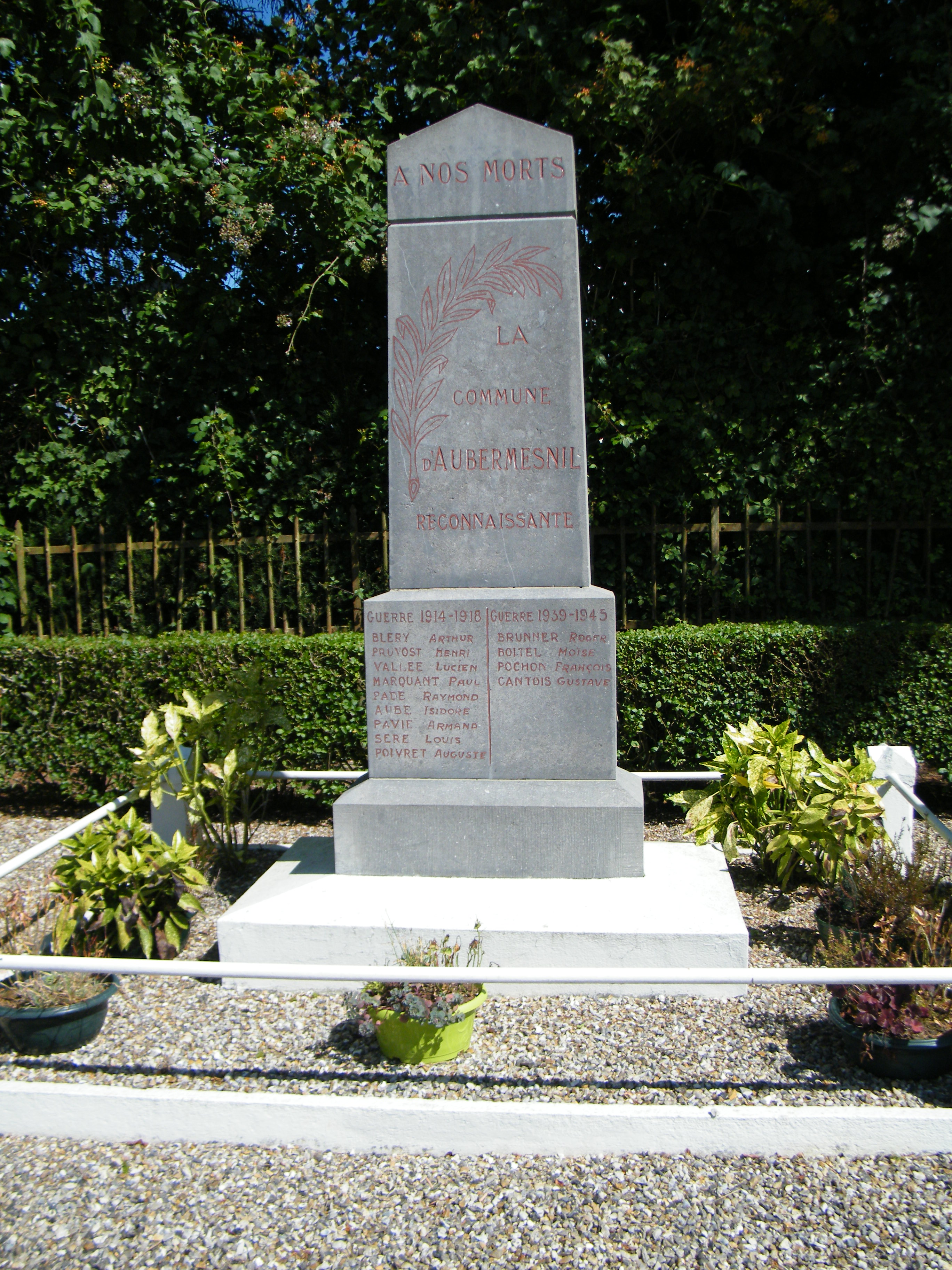
Kriegerdenkmal

- Kirche Notre-Dame
- Glockenturm
- Kriegerdenkmal